# Kristian Pavel Lanštják
Kristian Pavel Lanštják (11. března 1892 Horní Dubenky – 16. července 1986 Praha-Žižkov) byl prvním farářem 1. sboru Českobratrské církve evangelické v Praze-Žižkově (Betlémská kaple na Žižkově), v letech 1937–1951 byl seniorem pražského senioriátu Českobratrské církve evangelické. Byl výraznou osobností při rozvoji pražské městské části Žižkova, vysoce vážený ve všech kruzích obyvatelstva bez rozdílu vyznání. Usiloval o sjednocení různých evangelických církví v Čechách a na Moravě. Měl významný podíl v protifašistickém odboji. Zasloužil se o vztahy se Slovenskem a o podporu Lužických Srbů v Čechách i v Německu.

## Život

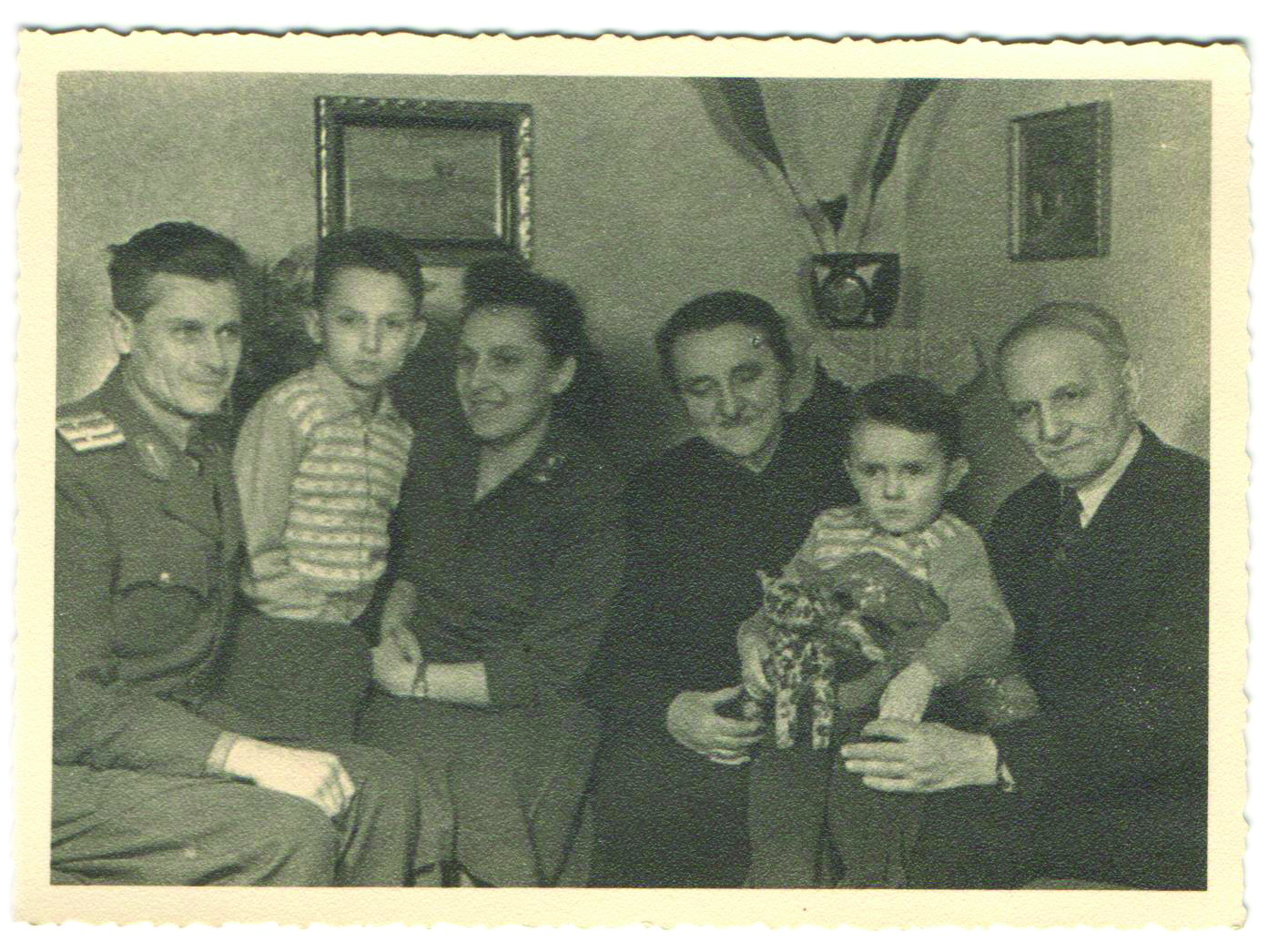
K.P. Lanštják r. 1958, jeho rodina: manželka Božena r. Joklova, dcera Eva Čížková, r. Lanštjáková, manžel Otakar Čížek a jejich synové Michael Čížek a Pavel Čížek

Narodil se jako syn evangelického faráře Pavla Ferdinanda Lanštjáka (8. července 1871 Horné Zelenice – 21. června 1935 Horní Dubenky), který působil jako přední farář evangelického sboru v Horních Dubenkách, a Milady roz. Pospíšilové (28. července 1871 Libštát – 24. září 1972 Horní Dubenky). Jeho otec byl synem luterského faráře Ondřeje Hořislava Lanštjáka (2. prosince 1821 – 25. července 1909), který pocházel z Palúdzky u Liptovského Mikuláše na Slovensku. V té době bylo na Slovensku nemilosrdné pronásledování Slováků, Němců a jiných národností žijících v Uhrách, přesto jeho otec uspořádal sbírku na obnovu Národního divadla v Praze, které v té době vyhořelo (tehdy byli slovenští evangelíci silně spjati s těmi českými). Bylo to tehdy bráno jako velezrada. Musel tedy ze Slovenska odejít, rozhodoval se mezi Lužicí (na území dnešního Německa) a farním sborem v Horních Dubenkách (Česko), kde byl jednohlasně zvolen farářem.
Kristián Pavel Lanštják vzhledem k silným evangelickým kořenům byl předurčen pokračovat v tradici farářů, v širší rodině se stal již patnáctým farářem. Vyrůstal v oblasti Horních Dubenek, kde k němu promlouvala minulost počínající husitským vítězstvím u Dubenek r. 1423, kde na popud otce vznikl Pomník padlým vojínům husitským s odkazem k této husitské bitvě u rybníka Bor.  Své jméno Kristian a Pavel nezískal náhodou. Křestní jméno Kristian (Kristův člověk) získal po svém dědovi Kristianu Pospíšilovi (ten byl farářem luterské církve v Humpolci), a Pavel (posel evangelia) po svém otci. Jeho učiteli byli významné osobnosti, jako spisovatel Alois Jirásek. V letech 1919–1959 byl prvním farářem ČCE v Praze-Žižkově. V mimocírkevní veřejnosti byl zapojen do mnohé kulturní činnosti jako řečník a funkcionář. Po druhé světové válce byl jednatelem Společnosti přátel Lužice a správcem Lužickosrbského semináře na Malé Straně v Praze. Obnovil Slovanskou komisi při Kostnické jednotě. V šedesátých letech se zasloužil o výzkum zříceniny hradu Janštejna poblíž Horních Dubenek. Dne 17. července 1917 vstoupil ve svazek manželský s Boženou roz. Joklovou z Humpolce (5. května 1891 Humpolec – 27. října 1983 Praha) S ní měl dceru Evu (22. listopadu 1920 Praha – 7. října 1988 Praha), která se provdala za plk. Otakara Čížka (1915–1997). K.P. Lanštják měl dva vnuky Michaela (1947–1993) a Pavla (* 1955). Místo jeho posledního odpočinku je v Humpolci na tamním hřbitově.

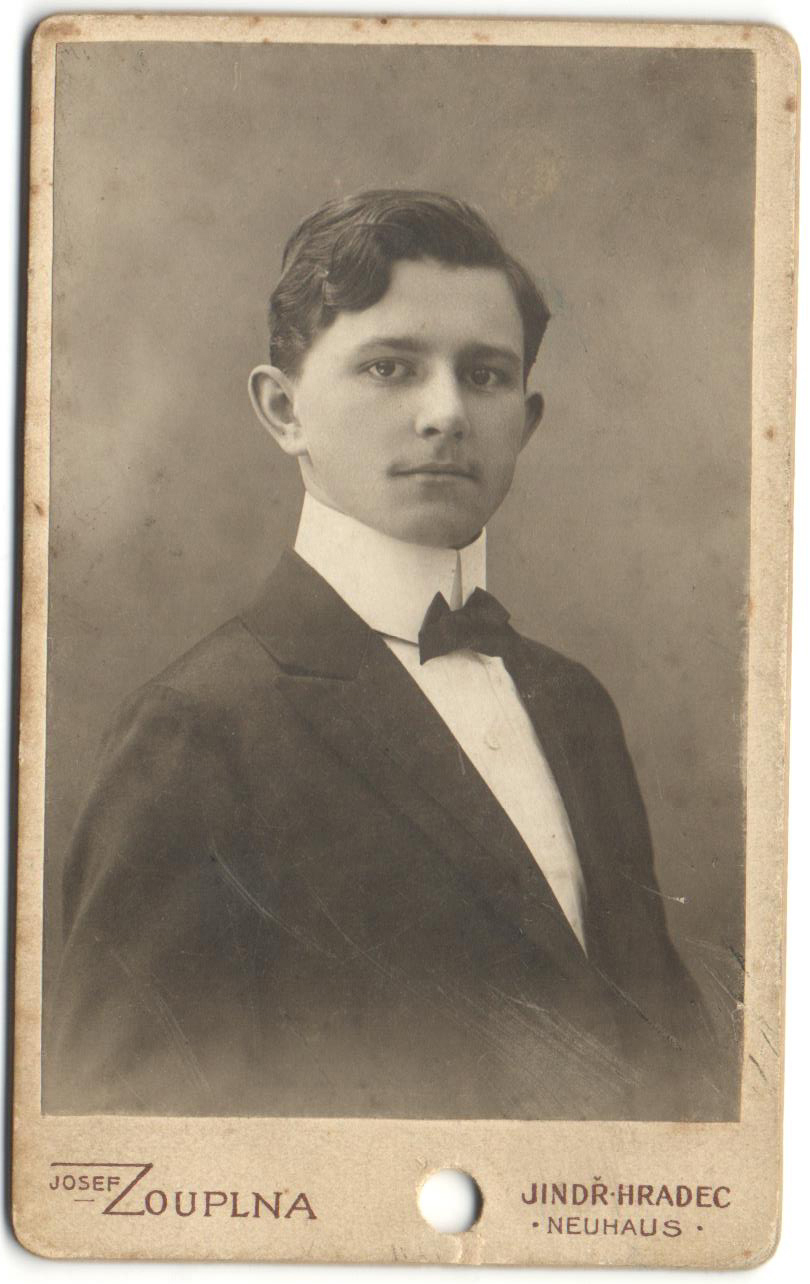
K.P. Lanštják, gymnázium Jindřichův Hradec, 2. července 1911

### Vzdělání
- jako dítě evangelická škola Horní Dubenky
- 1903–1905 Jiráskovo gymnázium Praha II. – Nové Město, Resslova 10
- 1905–1911 gymnázium v Jindřichově Hradci (13. července 1911 maturoval s vyznamenáním)
- 1911–1913 teologická fakulta ve Vídni (studium bohosloví)
- 1913–1915 teologická fakulta v Lipsku (složení státní zkoušky)

### Církevní služba
- 26. prosince 1915 – 1919 vikář v Horních Dubenkách
- 15. července 1919 – 31. července 1959 farář v Praze - Žižkově, při Betlémské kapli
- 23. ledna 1938 – 1953 senior pražského senioriátu (17. února 1950 složil v této funkci slib Státnímu úřadu církevnímu v Praze)

## ČCE Žižkov
15. července 1919 přišel jako vikář na Žižkov, který byl teprve 11 let před jeho narozením povýšen na město a v roce 1919 ještě nebyl součástí Prahy (tou se stal až 1. ledna 1922). Církev tehdy tvořil hlouček žižkovských evangelíků. Samostatným se farní sbor na Žižkově stal až v roce 1920 a K. P. Lanštják se 11. ledna 1921 stal jeho prvním farářem. Mladý farář se ihned pustil do práce, nebylo mu zatěžko kázat denně a přednášet na různých veřejných shromážděních. Posluchačů stále přibývalo, vybudoval farní společenství, které mělo 12 000 členů. Tento početný sbor se rozdělil na čtyři farní sbory. První sbor se nacházel v Prokopově ulici č. 4 s Betlémskou kaplí, druhý v Tomkově ulici č. 8 s dvěma církevními domy, třetí ve Strašnicích s církevním domem a modlitebnou, čtvrtý na Žižkově na Jarově s církevní budovou a modlitebnou. Mezi chudými obyvateli rozšířil na 30 000 biblí a zároveň jim pomáhal v zápase s nezaměstnaností a s následky hospodářské krize. Nešlo mu jen o šíření bible, ale také o to, aby jí lidé rozuměli. Proto založil Jednotu písmáků a vydal odvážně Písmákův deník, celkem 24 ročníků, dokud se vydávání neujala synodní rada. V Praze na Jarově dal podnět k založení Občanské záložny, která by sbory podporovala finančně. Cestoval pravidelně do Švýcar, kde pořádal přednášky, jejichž výnos byl věnován finanční podpoře církevních staveb pod jeho farností. Po svém otci zdědil velikou víru, lásku k práci, schopnost budovat a plánovat do budoucnosti. Tyto vzácné dary a schopnosti vidíme uskutečněné na Žižkově, v církvi i mimo ní. Betlémskou kapli rozšířil třemi účelnými přístavbami a ozdobil jí vkusnou věží se zvonem. Pracoval v Kostnické jednotě a hodně se věnoval spolupráci s Lužickými Srby. Od roku 1919 působil v mnoha veřejných kulturních a sociálních institucích města Žižkova.

## Protifašistický odboj
Krisian Pavel Lanštják měl významný podíl na protifašistickém odboji. Po atentátu na R. Heydricha v roce 1942 nabídl parašutistům, aby se ukryli v prostorách evangelického kostela.  Znal rodinu Petra Fafka, která se po první světové válce přestěhovala z Vyšehradu na Žižkov, později na Vinohrady. Celá rodina docházela do žižkovské Betlémské kaple na pravidelné bohoslužby, obě jejich dcery navštěvovaly nedělní školu a obě se do církevní spolupráce zapojily hned po své konfirmaci po boku své matky. Rela se připravovala ke katechetské zkoušce a chtěla se věnovat vyučování náboženství. Mladší Liboslava pracovala již dříve ve sboru, také i jako učitelka nedělní školy. Vzhledem k tomu, že K. P. Lanštják s nimi byl ve stálém bratrském kontaktu, bylo přirozené, že jej rodina Fafkova požádala o pomoc pro skrývané posly „Zdeňka Vyskočila“ a „Jaroslava Navrátila“...  Do posledního dne před svým zatčením 22. června 1942 byla rodina Fafkova ve styku s žižkovskou Betlémskou kaplí. Přes kruté výslechy nikoho ze svých spolupracovníků neprozradila. Na počest hrdinství rodiny Fafkovy byla na počátku 50. let 20. století odhalena v Betlémské kapli na Žižkově pamětní deska, kdy vedle jiných promluvil K.P. Lanštják  na text z Písma z evangelia podle Jana 15, 12–14: Pamatujme a bděme, aby nezemřeli nadarmo.

## Publikační činnost
- redaktor časopisu Písmákův deník
- redaktor sborového věstníku Vítkov (1923–1943)
- spoluredaktor časopisu Ev. Církevník
- šéfredaktor týdeníku Kostnické jiskry